# George L. Johnson
George Lee Johnson (Brooklyn, Nueva York, 8 de diciembre de 1956) es un exjugador de baloncesto estadounidense que jugó 8 temporadas en la NBA, además de hacerlo en la liga española, en la liga italiana y en la USBL. Con 2,00 metros de altura, lo hacía en la posición de ala-pívot.

## Trayectoria deportiva

### Universidad
Jugó durante cuatro temporadas con los Red Storm de la Universidad St. John's, en las que promedió 15,2 puntos y 10,8 rebotes por partido. Es el mejor reboteador de la historia de la universidad, con 1240 capturas, y uno de los dos únicos jugadores de los Red Storm en conseguir más de 1000 puntos y 1000 rebotes en el total de una carrera.

### Profesional
Fue elegido en la duodécima posición del Draft de la NBA de 1978 por Milwaukee Bucks, donde solo disputó una temporada, saliendo del banquillo, en la que promedió 6,2 puntos y 5,4 rebotes por partido. Al año siguiente fue traspasado a Denver Nuggets, donde dispuso de más minutos de juego, turnándose con George McGinnis en la pista. Sus estadísticas subieron hasta los 10,2 puntos y 7,8 rebotes.
A pesar de ello, fue de nuevo enviado a los Bucks, quienes nuevamente lo traspasaron, esta vez a Indiana Pacers a cambio de Mickey Johnson. Allí encontró por fin estabilidad, y tras un flojo arranque, disputó sus mejores partidos en la temporada 1983-84, en la que promedió 13,0 puntos por partido. En 1984 fichó como agente libre por Philadelphia 76ers, donde jugó una temporada. Al año siguiente probó con los Washington Bullets, pero solo disputó dos partidos antes de ser cortado.
Continuó su carrera profesional en Europa, fichando por el Caja Badajoz, equipo español de Primera B, y, tras un breve paso por la liga italiana, regresó a España, esta vez para jugar en la Liga ACB en las filas del Valvi Girona. Allí disputó dos temporadas, en las que promedió 18,4 puntos y 10,2 rebotes por partido. Terminó su carrera profesional, ya con 36 años, disputando una temporada en los Long Island Surf de la USBL.

## Estadísticas de su carrera en la NBA

### Temporada regular
| Temporada | Edad | Equipo             | Liga | P   | TIT | MIN  | TC  | TCA  | %TC  | 3P  | 3PA | %3P  | TL  | TLA | %TL   | R.OF. | R.DEF. | REB | ASIS | ROB | TAP | PER | FP  | PTS  |
| 1978-79   | 22   | Milwaukee Bucks    | NBA  | 67  |     | 17.3 | 2.5 | 5.1  | .482 |     |     |      | 1.3 | 1.7 | .718  | 1.6   | 3.8    | 5.4 | 1.2  | 1.1 | 0.7 | 1.5 | 2.8 | 6.2  |
| 1979-80   | 23   | Denver Nuggets     | NBA  | 75  |     | 25.8 | 4.1 | 8.7  | .476 | 0.0 | 0.1 | .222 | 2.0 | 2.5 | .783  | 2.5   | 5.3    | 7.8 | 2.1  | 1.1 | 0.9 | 2.0 | 3.5 | 10.2 |
| 1980-81   | 24   | Indiana Pacers     | NBA  | 43  |     | 21.6 | 4.2 | 9.2  | .462 | 0.0 | 0.1 | .000 | 2.2 | 2.8 | .762  | 2.3   | 4.2    | 6.5 | 2.0  | 1.1 | 0.5 | 2.0 | 2.8 | 10.6 |
| 1981-82   | 25   | Indiana Pacers     | NBA  | 59  | 4   | 12.2 | 2.0 | 4.9  | .412 | 0.0 | 0.0 | .000 | 1.0 | 1.4 | .750  | 1.2   | 2.5    | 3.7 | 0.7  | 0.6 | 0.4 | 1.2 | 2.5 | 5.1  |
| 1982-83   | 26   | Indiana Pacers     | NBA  | 82  | 64  | 28.0 | 5.0 | 10.5 | .477 | 0.1 | 0.5 | .184 | 1.5 | 2.1 | .733  | 2.1   | 4.5    | 6.6 | 2.7  | 0.9 | 0.6 | 3.0 | 3.4 | 11.6 |
| 1983-84   | 27   | Indiana Pacers     | NBA  | 81  | 20  | 25.6 | 5.1 | 10.9 | .465 | 0.1 | 0.6 | .234 | 2.8 | 3.3 | .826  | 1.7   | 4.0    | 5.7 | 2.4  | 1.0 | 0.6 | 2.3 | 3.2 | 13.0 |
| 1984-85   | 28   | Philadelphia 76ers | NBA  | 55  | 3   | 13.7 | 1.9 | 4.8  | .407 | 0.0 | 0.2 | .100 | 0.9 | 1.0 | .875  | 0.9   | 2.1    | 3.0 | 0.7  | 0.6 | 0.3 | 0.9 | 1.8 | 4.8  |
| 1985-86   | 29   | Washington Bullets | NBA  | 2   | 0   | 3.5  | 0.5 | 1.5  | .333 | 0.0 | 0.0 |      | 1.0 | 1.0 | 1.000 | 0.5   | 0.5    | 1.0 | 0.0  | 0.0 | 0.0 | 0.5 | 0.5 | 2.0  |
| Total     |      |                    | NBA  | 464 | 91  | 21.3 | 3.7 | 7.9  | .463 | 0.1 | 0.3 | .189 | 1.7 | 2.2 | .779  | 1.8   | 3.8    | 5.6 | 1.8  | 0.9 | 0.6 | 1.9 | 2.9 | 9.1  |

### Playoffs
| Temporada | Edad | Equipo             | Liga | P | MIN | TCA | TC | 3PA | 3P | TLA | TL | R.OF. | REB | ASIS | ROB | TAP | PER | FP | PTS | %TC  | %3P   | %FT | MIN  | PTS | REB | AST |
| 1981      | 24   | Indiana Pacers     | NBA  | 2 | 23  | 5   | 8  | 0   | 0  | 0   | 0  | 1     | 4   | 1    | 0   | 0   | 2   | 1  | 10  | .625 |       |     | 11.5 | 5.0 | 2.0 | 0.5 |
| 1985      | 28   | Philadelphia 76ers | NBA  | 5 | 24  | 5   | 8  | 1   | 1  | 0   | 0  | 3     | 7   | 0    | 0   | 0   | 1   | 2  | 11  | .625 | 1.000 |     | 4.8  | 2.2 | 1.4 | 0.0 |
| Total     |      |                    | NBA  | 7 | 47  | 10  | 16 | 1   | 1  | 0   | 0  | 4     | 11  | 1    | 0   | 0   | 3   | 3  | 21  | .625 | 1.000 |     | 6.7  | 3.0 | 1.6 | 0.1 |